# Hochbunker Augustinerhof

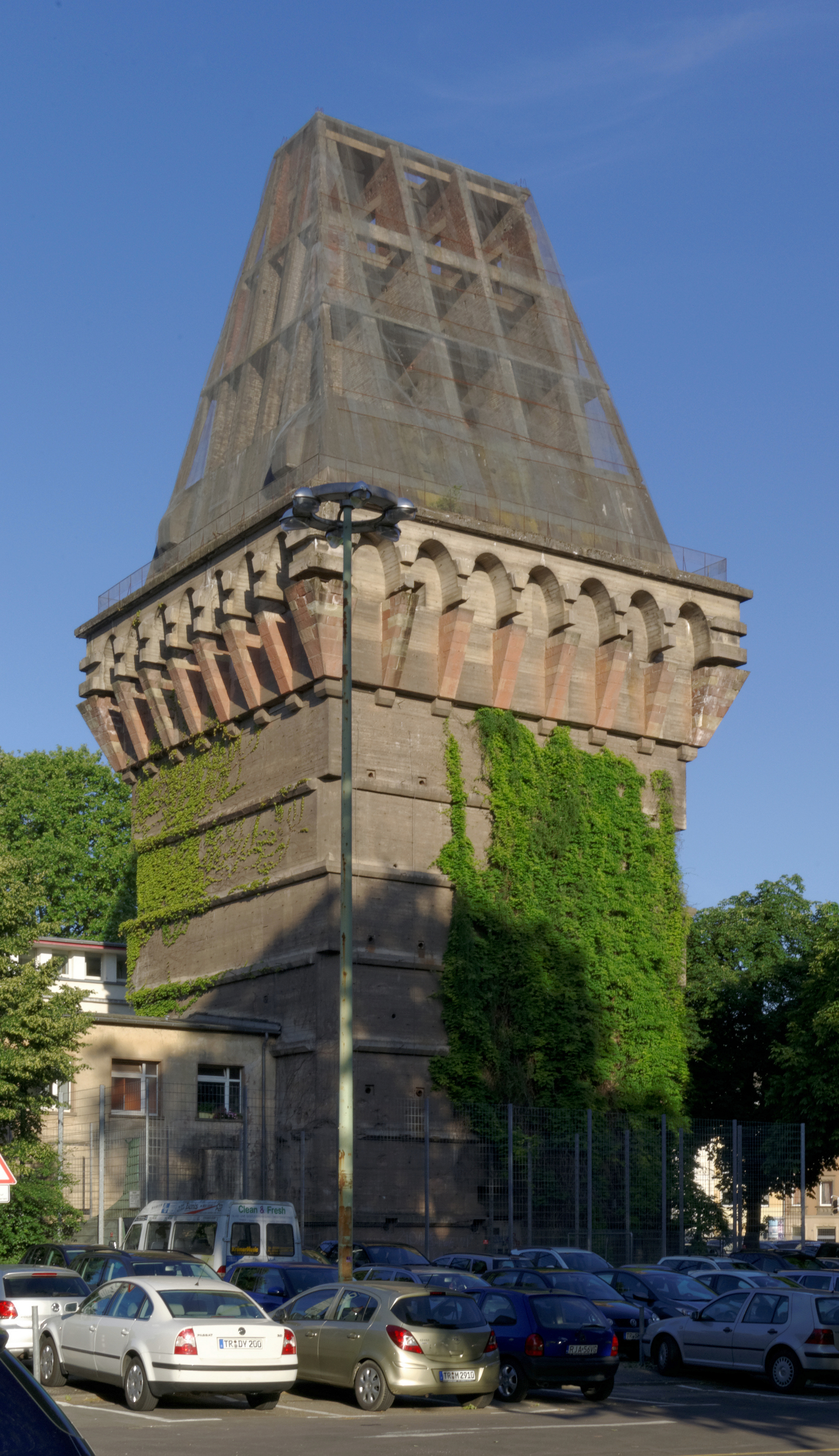
Hochbunker am Augustinerhof

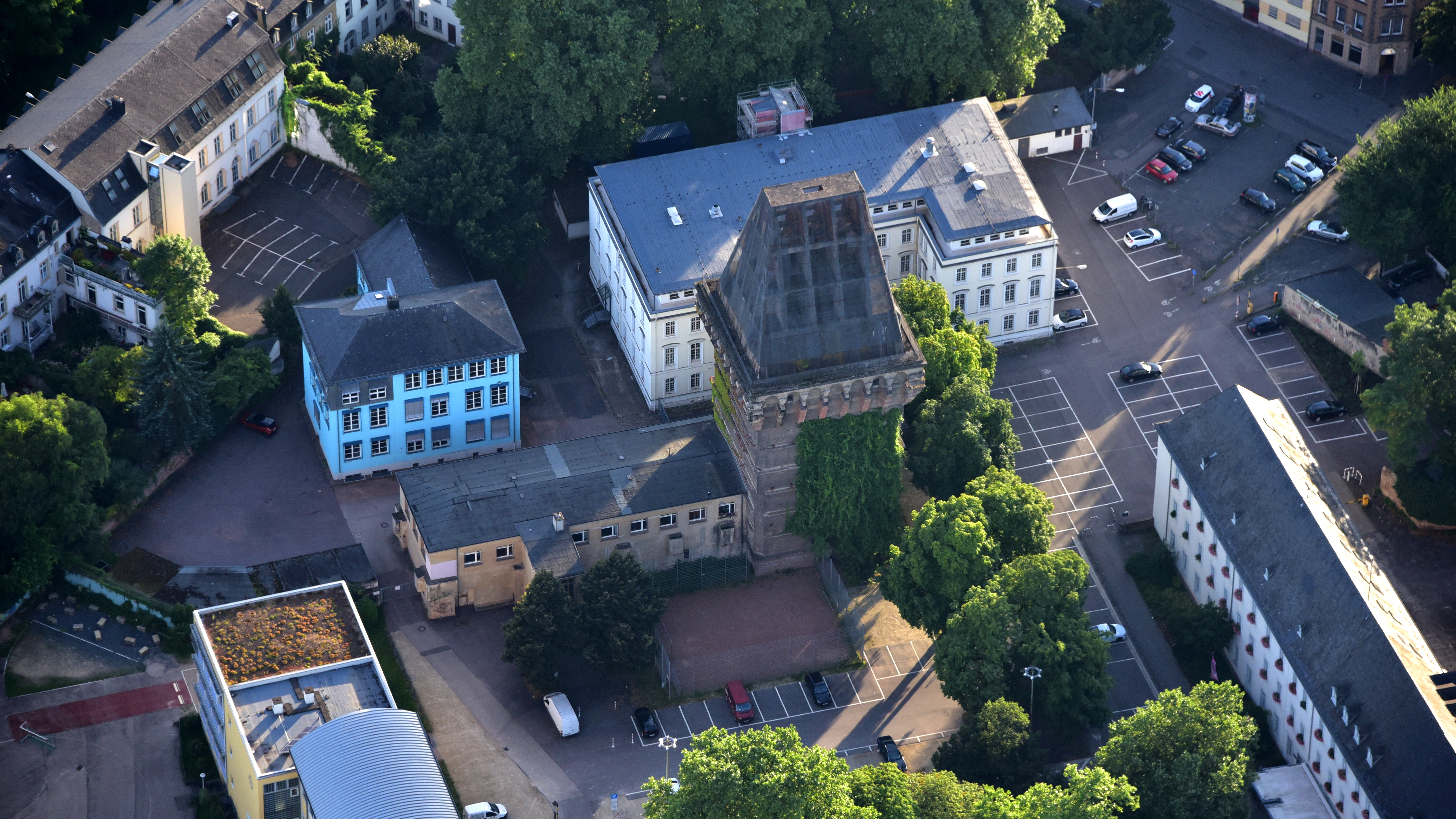
Hochbunker Augustinerhof, Luftaufnahme (2016)

Der Hochbunker Augustinerhof, auch Hochbunker am Augustinerhof, ist einer von fünf erhaltenen Hochbunkern in Trier.

## Beschreibung
Der Hochbunker Augustinerhof am gleichnamigen Platz direkt neben dem Rathaus ist ein unvollendeter Bunker, der über der Erdoberfläche liegt. Er ist 38 m hoch und steht unter Denkmalschutz. Unmittelbar an den Turmbau des Hochbunkers anschließend befindet sich noch ein Flachbunker mit nur einem sichtbaren oberirdischen Geschoss, der gleichzeitig mit dem Hochbunker errichtet wurde und ursprünglich mit ihm verbunden war. Der gesamte Komplex verfügt noch über zwei Untergeschosse. Des Weiteren waren entsprechende Einrichtungen zur Energieversorgung und Kommunikation sowie ein Trinkwasserbrunnen vorgesehen.

## Geschichte
Die Anlage wurde auf staatliche Veranlassung 1942 im Zweiten Weltkrieg neben dem Rathaus gebaut. Sie sollte den Beamten der Stadt sowie der Zivilbevölkerung Schutz vor Luftangriffen bieten. Der Hochbunker wurde zwar benutzt, war aber nie ganz fertiggestellt. So liegen bis heute die Maschinen der Belüftungsanlage unmontiert im Inneren. 
Am nicht fertigen Dach erkennt man gut die spitze Dachform, die einen direkten Treffer einer Bombe verhindern sollte, da diese dann am Dach abprallen und neben dem Bunker auf dem Erdboden einschlagen würde. Während des Zweiten Weltkrieges waren in ihm die Leitung der Feuerwehr, der Technischen Nothilfe und die Stadtverwaltung untergebracht.     
Der planende Architekt Heinrich Otto Vogel hatte schon die Gestaltung des Bunkers nach dem Krieg berücksichtigt: Die Außenmauern sollten mit Sandstein verkleidet und das Dach mit Schiefer gedeckt werden. So hätte sich der Hochbunker durch eine gewisse Ähnlichkeit mit historischen Gebäuden ins Stadtbild eingefügt, zudem war die Anlage einer Straße in seiner Nähe geplant, die auf den mächtigen Turmbau ausgerichtet gewesen wäre. Diese Maßnahmen wurden aber nie ausgeführt, eine Beseitigung des Bunkers nach Kriegsende kam wegen der benachbarten Bebauung, die eine Sprengung unmöglich macht, nicht in Frage.    
Nach dem Zweiten Weltkrieg trennte man im Inneren den ursprünglich zugehörigen Flachbunker ab, da die in Trier stationierten französischen Truppen ihn als Fernmeldezentrale nutzten. Ihm wurde auch ein Geschoss mit Büroräumen aufgesetzt. Pläne, den Hochbunker als Zivilschutzanlage für den Fall eines Atomkrieges auszubauen, wurden wegen der hohen Kosten nicht realisiert. 
1980 und im Januar 2005 wurde die Drahtbespannung am Dachstuhl erneuert, um ein Herabfallen von Betonteilen zu verhindern. Überlegungen zu besseren Nutzungsmöglichkeiten scheiterten wegen der massiven Wände und engen, fensterlosen Innenräume. Ebenso kam es nicht zu mehrfach angeregten Maßnahmen, die das Aussehen des Bunkers verbessern sollten. Zwischenzeitlich dient(e) der Hochbunker dem benachbarten Stadttheater als Requisitenlager.  Im Flachbunker war bis zum Ende des Kalten Krieges eine ABC-Melde- und Auswerte-Stelle des Bevölkerungsschutzes untergebracht.